# Шерман (округ, Небраска)
Округ Шерман (англ. Sherman County) — округ, расположенный в штате Небраска (США) с населением в 3318 человек по статистическим данным переписи 2000 года. Столица округа находится в городе Луп-Сити.

## История
Округ Шерман был образован в 1871 году и получил своё название в честь американского политика, военного и писателя, генерала Уильяма Текумсе Шермана.

## География
По данным Бюро переписи населения США округ Шерман имеет общую площадь в 1481 квадратный километр, из которых 1466 кв. километров занимает земля и 15 кв. километров — вода. Площадь водных ресурсов округа составляет 1,01 % от всей его площади.

### Соседние округа
- Валли (Небраска) — север
- Хауард (Небраска) — восток
- Кастер (Небраска) — запад
- Грили (Небраска) — северо-восток
- Баффало (Небраска) — юг

## Демография
По данным переписи населения 2000 года в округе Шерман проживало 3318 человек, 935 семей, насчитывалось 1394 домашних хозяйств и 1839 жилых домов. Средняя плотность населения составляла 2 человека на один квадратный километр. Расовый состав округа по данным переписи распределился следующим образом: 98,49 % белых, 0,06 % чёрных или афроамериканцев, 0,21 % коренных американцев, 0,24 % азиатов, 0,03 % выходцев с тихоокеанских островов, 0,54 % смешанных рас, 0,42 % — других народностей. Испано- и латиноамериканцы составили 1,02 % от всех жителей округа.
Из 1394 домашних хозяйств в 27,60 % — воспитывали детей в возрасте до 18 лет, 59,20 % представляли собой совместно проживающие супружеские пары, в 5,70 % семей женщины проживали без мужей, 32,90 % не имели семей. 30,40 % от общего числа семей на момент переписи жили самостоятельно, при этом 16,70 % составили одинокие пожилые люди в возрасте 65 лет и старше. Средний размер домашнего хозяйства составил 2,34 человек, а средний размер семьи — 2,91 человек.
Население округа по возрастному диапазону по данным переписи 2000 года распределилось следующим образом: 24,50 % — жители младше 18 лет, 4,50 % — между 18 и 24 годами, 23,70 % — от 25 до 44 лет, 24,10 % — от 45 до 64 лет и 23,10 % — в возрасте 65 лет и старше. Средний возраст жителей округа составил 43 года. На каждые 100 женщин в округе приходилось 97,00 мужчин, при этом на каждых сто женщин 18 лет и старше приходилось 95,50 мужчин также старше 18 лет.
Средний доход на одно домашнее хозяйство в округе составил 28 646 долларов США, а средний доход на одну семью в округе — 34 821 доллар. При этом мужчины имели средний доход в 23 065 долларов США в год против 17 269 долларов США среднегодового дохода у женщин. Доход на душу населения в округе составил 14 064 доллара США в год. 8,00 % от всего числа семей в округе и 12,90 % от всей численности населения находилось на момент переписи населения за чертой бедности, при этом 19,40 % из них были моложе 18 лет и 12,80 % — в возрасте 65 лет и старше.

## Основные автодороги
- Автомагистраль 2
- Автомагистраль 10
- Автомагистраль 58
- Автомагистраль 68
- Автомагистраль 92

## Населённые пункты

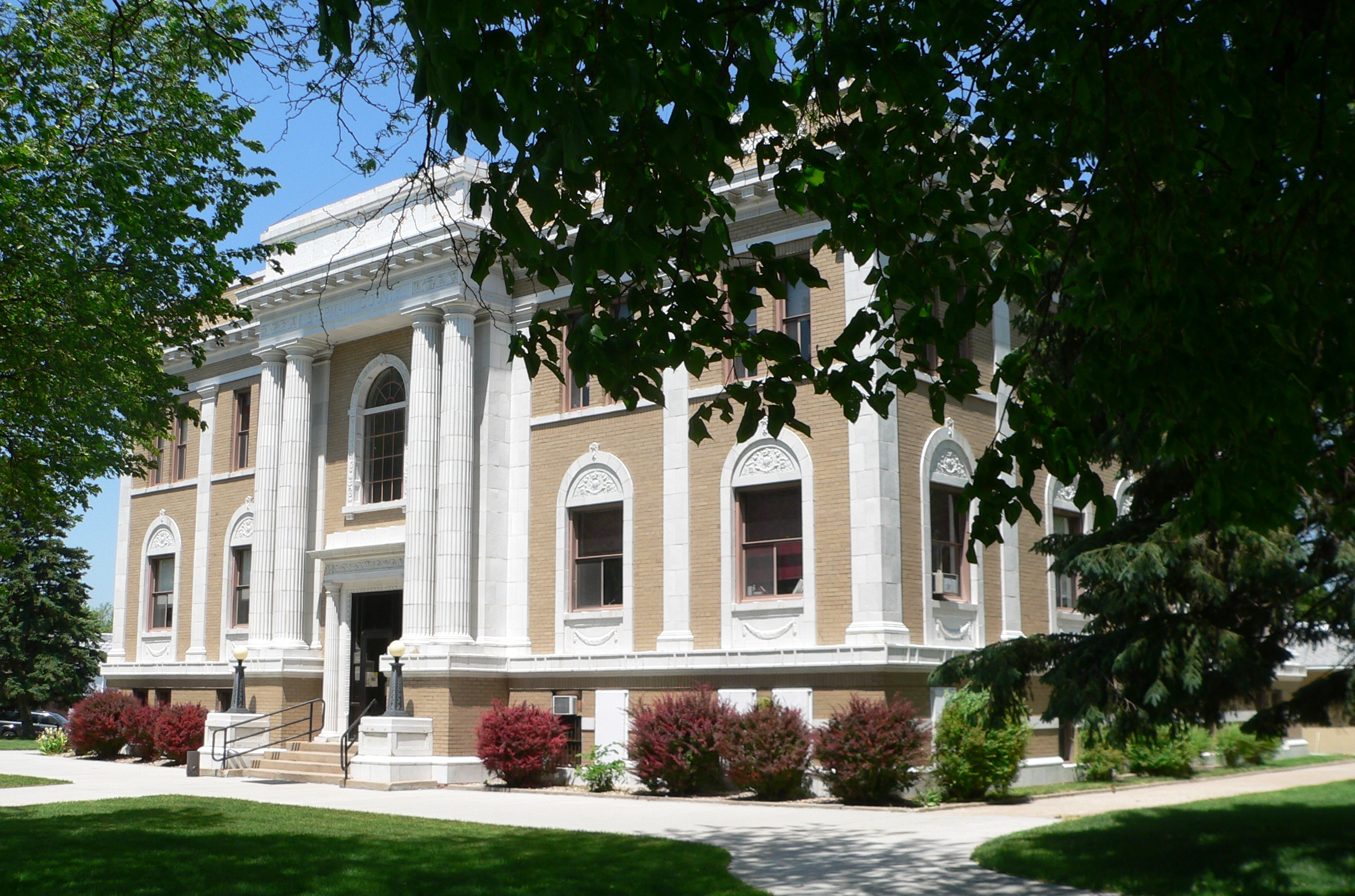
Здание окружного суда в городе Луп-Сити

### Города и деревни
- Аштон
- Хейзерд
- Литчфилд
- Луп-Сити
- Роквилл